# جون كلاسن
جون كلاسن هو كاتب ورسام رسوم متحركة وكاتب للأطفال ورسام توضيحي كندي، ولد في 29 نوفمبر 1981 في وينيبيغ في كندا.

## وصلات خارجية
- الموقع الرسمي
- جون كلاسن على موقع IMDb (الإنجليزية)
- جون كلاسن على موقع قاعدة بيانات الفيلم (الإنجليزية)